# Fuerza de Defensa de Trinidad y Tobago
La Fuerza de Defensa de Trinidad y Tobago (en inglés: Trinidad and Tobago Defence Force) es un conjunto de tropas de la República de Trinidad y Tobago, diseñadas para proteger la libertad, la independencia y la integridad territorial del estado trinidense. El proceso de alistamiento en la fuerza de defensa nacional es totalmente voluntario.

## Historia

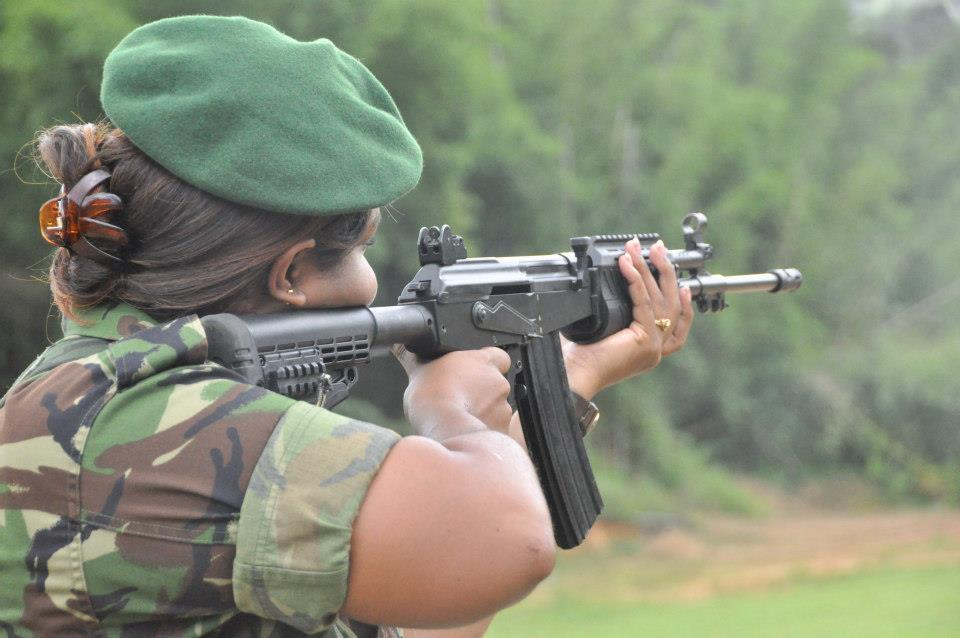
Soldado de Trinidad y Tobago.

Trinidad fue una colonia del Imperio Británico durante la época colonial había allí una guarnición británica.

### Segunda Guerra Mundial
Tras el estallido de Segunda Guerra Mundial, la conexión de la isla con el Reino Unido resultaba muy complicada, debido a la Batalla del Atlántico, el 2 de septiembre de 1940 se firmó un acuerdo entre los Estados Unidos y el Reino Unido llamado: Acuerdo de destructores por bases, según el cual el Gobierno federal de los Estados Unidos recibió el derecho a utilizar gratis durante 99 años una serie de áreas ubicadas en el territorio de las colonias británicas del hemisferio occidental (incluida la costa occidental de Trinidad) y construir allí sus bases militares y navales. 

### Independencia
La creación de las fuerzas armadas regulares trinidenses, se inició tras la declaración de independencia del país, el 31 de agosto de 1962, sobre la base de una infraestructura ya existente.
- En 1963 se creó una fuerza de reserva de las fuerzas armadas trinidenses, (en inglés: Force of Reserve).

- La unidad de aviación se creó por primera vez en febrero de 1966 como parte de la guardia costera trinidense, en 2005 recibió un nuevo nombre (en inglés: Trinidad and Tobago Air Guard).

- A principios de 2011, el número total de integrantes de las fuerzas armadas era de unas 4000 personas.[2]

- El número de fuerzas terrestres era de 3000 personas (4 batallones de infantería y 1 batallón de apoyo), armadas con seis morteros de 81 mm, 24 cañones sin retroceso Carl Gustaf y 13 armas antitanque B-300.

- La guardia costera contaba con 1000 efectivos, armados con tres buques patrulleros de gran tamaño, 17 buques patrulleros de pequeño tamaño, una barca auxiliar y cinco aeronaves; dos aviones Fairchild C-26 Metroliner, dos Piper PA-31 Navajo y una avioneta Cessna 310/320.

- En 2015-2016 se intensificaron los esfuerzos para equipar a la guardia costera: se encargaron 12 nuevas lanchas patrulleras de tres clases diferentes a la empresa holandesa astilleros Damen.

## Número de efectivos

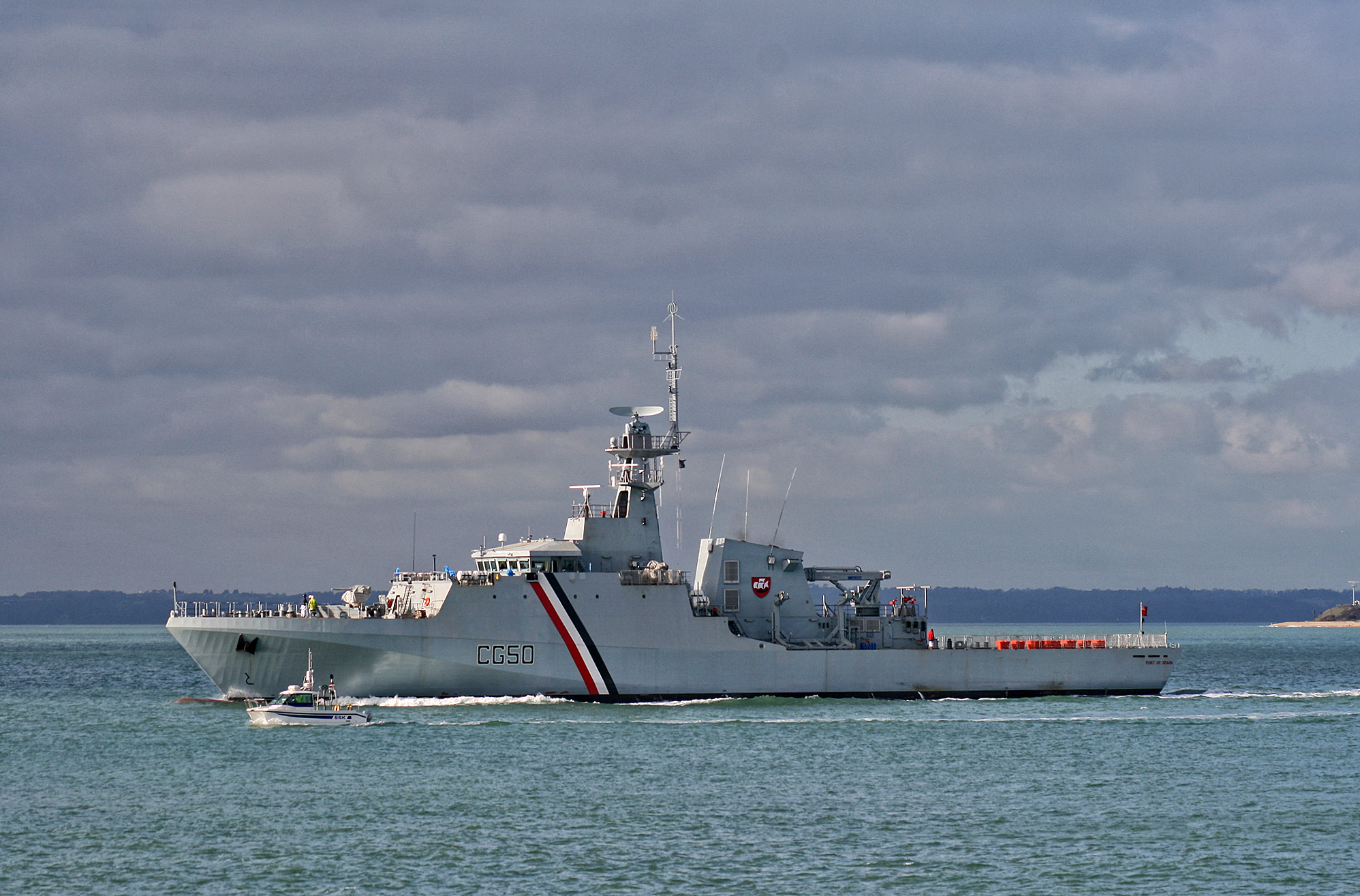
Buque de la Guardia Costera trinitense.

A principios de 2022, el número total de efectivos de las fuerzas armadas era de unas 4000 personas. Los principales esfuerzos del ejército se centran en la seguridad fronteriza, la seguridad marítima y la guerra contra las drogas.
- Fuerzas terrestres: 3000 personas (dos batallones de infantería, un batallón de ingenieros, un batallón de apoyo y una unidad de fuerzas especiales), seis morteros de 81 mm y varios cañones sin retroceso Carl Gustaf
- Unidad de aviación: 50 personas, dos aviones de transporte Fairchild C-26 Metroliner, un helicóptero multifunción Leonardo AW139 y un helicóptero de transporte militar Sikorsky S-76 Spirit.
- Guardia Costera: 1600 personas, 13 buques patrulleros, dos aviones de transporte Fairchild C-26 Metroliner, dos helicópteros utilitarios AW-139 y un helicóptero de transporte S-76.

## Equipamiento

### Armas de fuego

#### Pistolas semiautomáticas
| Nombre                   | Imagen                   | Origen                   | Munición                 | Fabricante               |
| Pistolas semiautomáticas | Pistolas semiautomáticas | Pistolas semiautomáticas | Pistolas semiautomáticas | Pistolas semiautomáticas |
| ------------------------ | ------------------------ | ------------------------ | ------------------------ | ------------------------ |
| FN Browning GP-35        |                          | Bélgica                  | 9 × 19 mm Parabellum     | FN Herstal               |
| Heckler & Koch USP       |                          | Alemania                 | 9 × 19 mm Parabellum     | Heckler & Koch           |
| Smith & Wesson MP40      |                          | Estados Unidos           | .40 S&W                  | Smith & Wesson           |

#### Revólveres
| Nombre                   | Imagen     | Origen         | Munición    | Fabricante     |
| Revólveres               | Revólveres | Revólveres     | Revólveres  | Revólveres     |
| ------------------------ | ---------- | -------------- | ----------- | -------------- |
| Smith & Wesson Modelo 36 |            | Estados Unidos | .38 Special | Smith & Wesson |

#### Subfusiles
| Nombre             | Imagen     | Origen      | Munición             | Fabricante                          |
| Subfusiles         | Subfusiles | Subfusiles  | Subfusiles           | Subfusiles                          |
| ------------------ | ---------- | ----------- | -------------------- | ----------------------------------- |
| FN P90             |            | Bélgica     | 5,7 × 28 mm          | FN Herstal                          |
| Uzi                |            | Israel      | 9 × 19 mm Parabellum | IMI SystemsIsrael Weapon Industries |
| Subfusil Sterling  |            | Reino Unido | 9 × 19 mm Parabellum | Sterling Armaments Company          |
| Heckler & Koch MP5 |            | Alemania    | 9 × 19 mm Parabellum | Heckler & Koch                      |
| Heckler & Koch UMP |            | Alemania    | 9 × 19 mm Parabellum | Heckler & Koch                      |

#### Carabinas
| Nombre               | Imagen    | Origen    | Munición          | Fabricante     |
| Carabinas            | Carabinas | Carabinas | Carabinas         | Carabinas      |
| -------------------- | --------- | --------- | ----------------- | -------------- |
| Heckler & Koch HK416 |           | Alemania  | 5,56 × 45 mm OTAN | Heckler & Koch |

#### Fusiles de asalto
| Nombre             | Imagen            | Origen            | Munición          | Fabricante                   |
| Fusiles de asalto  | Fusiles de asalto | Fusiles de asalto | Fusiles de asalto | Fusiles de asalto            |
| ------------------ | ----------------- | ----------------- | ----------------- | ---------------------------- |
| Fusil M16          |                   | Estados Unidos    | 5,56 × 45 mm OTAN | Colt's Manufacturing Company |
| IMI Galil          |                   | Israel            | 5,56 × 45 mm OTAN | IMI Systems                  |
| IWI Galil ACE      |                   | Israel            | 5,56 × 45 mm OTAN | Israel Weapon Industries     |
| IWI Tavor TAR-21   |                   | Israel            | 5,56 × 45 mm OTAN | Israel Weapon Industries     |
| Heckler & Koch G36 |                   | Alemania          | 5,56 × 45 mm OTAN | Heckler & Koch               |

#### Fusiles de combate
| Nombre               | Imagen             | Origen             | Munición           | Fabricante               |
| Fusiles de combate   | Fusiles de combate | Fusiles de combate | Fusiles de combate | Fusiles de combate       |
| -------------------- | ------------------ | ------------------ | ------------------ | ------------------------ |
| FN FAL               |                    | Bélgica            | 7,62 × 51 mm OTAN  | FN Herstal               |
| L1A1                 |                    | Reino Unido        | 7,62 × 51 mm OTAN  | Royal Small Arms Factory |
| Heckler & Koch HK417 |                    | Alemania           | 7,62 × 51 mm OTAN  | Heckler & Koch           |

#### Ametralladoras
| Nombre                    | Imagen         | Origen         | Tipo                               | Munición          | Fabricante                              |
| Ametralladoras            | Ametralladoras | Ametralladoras | Ametralladoras                     | Ametralladoras    | Ametralladoras                          |
| ------------------------- | -------------- | -------------- | ---------------------------------- | ----------------- | --------------------------------------- |
| IMI Neguev                |                | Israel         | Ametralladora ligera               | 5,56 × 45 mm OTAN | IMI SystemsIsrael Weapon Industries     |
| Ametralladora ligera Bren |                | Reino Unido    | Ametralladora ligera               | 7,62 × 51 mm OTAN | Royal Small Arms Factory                |
| L7A1                      |                | Reino Unido    | Ametralladora de propósito general | 7,62 × 51 mm OTAN | FN UK                                   |
| FN MAG                    |                | Bélgica        | Ametralladora de propósito general | 7,62 × 51 mm OTAN | FN Herstal                              |
| Ametralladora M60         |                | Estados Unidos | Ametralladora de propósito general | 7,62 × 51 mm OTAN | General DynamicsU.S. Ordnance           |
| Browning M2               |                | Estados Unidos | Ametralladora pesada               | 12,7 × 99 mm OTAN | General DynamicsFN HerstalU.S. Ordnance |

### Armas antitanque
| Nombre           | Imagen           | Origen           | Tipo                | Calibre          | Fabricante           |
| Armas antitanque | Armas antitanque | Armas antitanque | Armas antitanque    | Armas antitanque | Armas antitanque     |
| ---------------- | ---------------- | ---------------- | ------------------- | ---------------- | -------------------- |
| B-300            |                  | Israel           | Lanzacohetes        | 82 mm            | IMI Systems          |
| Carl Gustaf      |                  | Suecia           | Cañón sin retroceso | 84 mm            | Saab Bofors Dynamics |

### Morteros
| Nombre   | Imagen   | Origen      | Calibre  | Fabricante     |
| Morteros | Morteros | Morteros    | Morteros | Morteros       |
| -------- | -------- | ----------- | -------- | -------------- |
| L16A1    |          | Reino Unido | 81 mm    | Royal Ordnance |

### Vehículos terrestres
| Nombre                | Imagen                | Origen                | Tipo                  | Fabricante            |
| Vehículos todoterreno | Vehículos todoterreno | Vehículos todoterreno | Vehículos todoterreno | Vehículos todoterreno |
| --------------------- | --------------------- | --------------------- | --------------------- | --------------------- |
| Land Rover Defender   |                       | Reino Unido           | Vehículo todoterreno  | Land Rover            |
| Camiones militares    |                       |                       |                       |                       |
| REO M35               |                       | Estados Unidos        | Camión militar        | REO Motor Car Company |

### Aeronaves
| Aeronaves                   | Aeronaves  | Aeronaves      | Aeronaves                             | Aeronaves | Aeronaves                     |
| Aeronave                    | Fotografía | Origen         | Tipo                                  | Unidades  | Fabricante                    |
| Aviones                     | Aviones    | Aviones        | Aviones                               | Aviones   | Aviones                       |
| --------------------------- | ---------- | -------------- | ------------------------------------- | --------- | ----------------------------- |
| Fairchild C-26 Metroliner   |            | Estados Unidos | Aeronave de transporte militar        | 2         | Fairchild Aircraft            |
| Helicópteros                |            |                |                                       |           |                               |
| Leonardo AW139              |            | Italia         | Helicóptero de búsqueda y rescate     | 4         | Leonardo S.p.A.               |
| Sikorsky S-76 Spirit        |            | Estados Unidos | Helicóptero de búsqueda y rescate     |           | Sikorsky Aircraft Corporation |
| MBB Bo 105                  |            | Alemania       | Helicóptero de reconocimiento militar |           | Messerschmitt-Bölkow-Blohm    |
| Eurocopter AS355 Ecureuil 2 |            | Unión Europea  | Helicóptero utilitario                |           | Airbus Helicopters            |

## Rangos

### Fuerzas terrestres

#### Oficiales
| Grado militar       | Insignia | Rangos OTAN |
| ------------------- | -------- | ----------- |
| General de división |          | OF-7        |
| General de brigada  |          | OF-6        |
| Coronel             |          | OF-5        |
| Teniente coronel    |          | OF-4        |
| Comandante          |          | OF-3        |
| Capitán             |          | OF-2        |
| Teniente            |          | OF-1        |
| Alférez             |          | OF-1        |
| Cadete              |          | OF-D        |

#### Suboficiales
| Grado militar    | Insignia | Rangos OTAN |
| ---------------- | -------- | ----------- |
| Suboficial mayor |          | OR-7        |
| Subteniente      |          | OR-6        |
| Sargento mayor   |          | OR-5        |
| Sargento         |          | OR-4        |
| Cabo             |          | OR-3        |

### Fuerzas navales

#### Oficiales
| Grado militar      | Insignia | Rangos OTAN |
| ------------------ | -------- | ----------- |
| Vicealmirante      |          | OF-7        |
| Contraalmirante    |          | OF-6        |
| Capitán de navío   |          | OF-5        |
| Capitán de fragata |          | OF-4        |
| Capitán de corbeta |          | OF-3        |
| Teniente           |          | OF-2        |
| Alférez            |          | OF-1        |
| Cadete             |          | OF-D        |

#### Suboficiales
| Grado militar    | Insignia | Rangos OTAN |
| ---------------- | -------- | ----------- |
| Suboficial mayor |          | OR-7        |
| Subteniente      |          | OR-6        |
| Sargento mayor   |          | OR-5        |
| Sargento         |          | OR-4        |
| Cabo             |          | OR-3        |

### Fuerzas aéreas

#### Oficiales
| Grado militar       | Insignia | Rangos OTAN |
| ------------------- | -------- | ----------- |
| General de división |          | OF-7        |
| General de brigada  |          | OF-6        |
| Coronel             |          | OF-5        |
| Teniente coronel    |          | OF-4        |
| Comandante          |          | OF-3        |
| Capitán             |          | OF-2        |
| Teniente            |          | OF-1        |
| Alférez             |          | OF-1        |
| Cadete              |          | OF-D        |

#### Suboficiales
| Grado militar    | Insignia | Rangos OTAN |
| ---------------- | -------- | ----------- |
| Suboficial mayor |          | OR-7        |
| Subteniente      |          | OR-6        |
| Sargento mayor   |          | OR-5        |
| Sargento         |          | OR-4        |
| Cabo             |          | OR-3        |